# 藤田一美
藤田 一美（ふじた かずよし、1944年 - ）は、日本の美学者。東京大学名誉教授。

## 略歴
- 1968年3月 東京大学法学部卒業
- 1972年3月 東京大学大学院人文科学研究科美学藝術学専門課程博士課程退学
- 1972年4月 東京大学文学部助手
- 1972年12月 南山大学文学部助手（哲学）
- 1974年4月 南山大学文学部専任講師
- 1976年8月 西ドイツ・ヴュルツブルク大学留学（〜1978年3月）
- 1978年4月 南山大学文学部助教授
- 1980年10月 東京大学文学部助教授
- 1991年12月 東京大学文学部教授
- 1994年4月 東京大学大学院人文社会系研究科教授
- 2007年3月 定年退職
- 2007年6月 東京大学名誉教授

## 著書
- 芸術の存在論 世界述語としての芸術存在 多賀出版, 1995

| スタブアイコン | サブスタブ | この項目は、まだ閲覧者の調べものの参照としては役立たない、人物に関連した書きかけの項目です。この項目を加筆・訂正などしてくださる協力者を求めています（P:人物伝/PJ:人物伝）。 |